# 랑나우 암 알비스
랑나우 암 알비스(Langnau am Albis)는 스위스 취리히주의 호르겐구에 있는 마을이다.

## 역사
랑나우 암 알비스는 1101년에서 1150년 사이에 Langenow로 처음 언급되었다. (12세기 문서의 14세기 사본). 1133년과 1167년 사이에 그것은 Langenoww로 언급되었다.

## 지리
랑나우 암 알비스의 면적은 8.7k㎡이다. 이 지역 중 27.7%는 농업용으로, 48.6%는 산림, 22.5%는 주거지(건물 또는 도로)이며 나머지(1.2%)는 불모지(강, 빙하 또는 산)이다. 1996년 주택과 건물이 전체 면적의 17.1%를 차지했고 나머지는 교통 기반시설(5.4%)이 차지했다. 전체 비생산 지역 중 물(시냇물과 호수)은 면적의 0.6%를 차지했다. 2007년 기준으로 전체 지자체 면적의 16.6%가 어떤 유형의 건설을 진행 중이었다.
알비스 산맥의 경사면에 있는 질 계곡에 있다. 이 지역은 취리히 도심에서 10km 이내의 시골/교외 공동체이다. 랑나우는 취리히주에서 가장 큰 공동체 중 하나이다.

## 인구통계
랑나우 암 알비스의 인구(2020년 12월 31일 기준)는 7,902명이다. 2007년 기준으로 전체 인구의 21.7%가 외국인이다. 2008년 기준으로 인구의 성별 분포는 남성 49.3%, 여성 50.7%이다. 지난 10년 동안 인구는 7.2%의 비율로 증가했다. 2000년 기준, 인구 대부분은 독일어(84.8%)를 사용하며, 이탈리아어가 두 번째로 많이 사용(5.3%)되고, 알바니아어가 세 번째(2.0%)로 사용된다.
2007년 선거에서 가장 인기 있는 정당은 35.6%의 득표율을 기록한 SVP였다. 다음으로 가장 인기 있는 3개 정당은 SPS (17.2%), FDP (16.3%), CVP (12.5%)였다.
인구의 연령분포(2000년 기준)는 아동·청소년(0~19세)이 20.8%, 성인(20~64세)이 64.6%, 노인(64세 이상)이 14.7%이다. 마을에는 3개의 학교가 있다. 포어더 첼크는 중등학교이고 볼프그라벤과 비트머는 두 개의 초등학교이다. 전체 스위스 인구는 일반적으로 교육 수준이 높다. 랑나우 암 알비스에서는 인구의 약 77.4%(25-64세 사이)가 필수가 아닌 고등교육 또는 추가 고등교육(대학 또는 응용학문대학)을 마쳤다. 랑나우 암 알비스에는 2,926세대가 있다.
2008년 기준으로 랑나우 암 알비스에는 2,333명의 가톨릭 신자와 2,510명의 개신교 신자 가 있다. 2000년 인구 조사에서 종교는 몇 가지 더 작은 범주로 분류되었다. 인구 조사에서 42.8%는 일종의 개신교였으며, 40.1%는 스위스 개혁 교회에, 2.7%는 다른 개신교 교회에 속했다. 인구의 34.8%가 가톨릭 신자였다. 6.6%는 다른 종교(목록에 없음)에 속했고, 2.6%는 종교를 가지지 않았고, 12.2%는 무신론자 또는 불가지론자였다.
역사적 인구는 다음 표에 나와 있다.
| 년도 | 인구  |
| ---- | ----- |
| 1467 | 60-70 |
| 1634 | 315   |
| 1671 | 395   |
| 1725 | 577   |
| 1809 | 655   |
| 1836 | 1,108 |
| 1850 | 1,197 |
| 1900 | 1,912 |
| 1941 | 1,749 |
| 1950 | 2,290 |
| 1970 | 4,879 |
| 2000 | 6,595 |

## 기후
랑나우 암 알비스의 연간 강우량은 평균 144.6일이며 평균 강수량은 1,357mm이다. 가장 습한 달은 6월로 랑나우 암 알비스의 평균 강수량은 159mm이다. 가장 습한 달에는 평균 14일 동안 강수량이 있다.

## 경제
오늘날의 커뮤니티는 매우 강력한 학교 시스템, 풍부한 녹지 공간, 주변 마을과 취리히시를 연결하는 훌륭한 대중교통, 12개의 레스토랑, 2개의 호텔, 최고의 테니스 및 스쿼시 클럽, 실내 수영 센터, 활기찬 축구 클럽 랑나우, 터빈 극장(이전 직물 공장을 개조한 오래된 터빈에 있는 작은 극장), 공공 도서관 및 45개 이상의 기타 클럽 및 사회 단체.
랑나우 암 알비스의 실업률은 2.43%이다. 2005년 기준으로 1차 경제 부문에 61명이 고용되어 있고, 이 부문에 약 16개 기업이 관여하고 있다. 305명이 2차 부문에 고용되어 있고, 이 부문에 54개의 기업이 있다. 851명이 3차 부문에 고용되어 있으며, 이 부문에는 168개의 기업이 있다. 2007년 기준 노동인구의 38.2%가 상근직이고 61.8%가 파트타임직이다.

## 볼거리
이 도시의 주요 명소는 늑대, 스라소니, 아이벡스와 같은 동물이 자유롭게 돌아다니는 것을 볼 수 있는 랑나우 마을의 숲이 우거진 언덕에 있는 크게 개발되지 않은 위치에 있는 동물원인 와일드파크 랑겐베르그(Wildpark Langenberg)이다. 취리히와 추크주, 스위스 알프스의 전망은 알비스 고개에서 약 1.5km 떨어진 알비스 산맥 꼭대기에 위치한 33m 높이의 목조 타워인 호히바히투름(Hochwachtturm)에서 얻을 수 있다. 시나벨뤼켄 고개가 내려다보이는 마을 근처에는 취리히에서 루체른으로 가는 길을 보호하기 위해 1150년에 세워진 슈나벨부르크 성의 폐허가 있다.(1309년에 파괴됨)

## 교통
랑나우-가티콘역은 S4 노선의 취리히 S-반 정류장이며 취리히 중앙역에서 차로 21분 거리에 있다. 질탈 취리히 위틀리베르크 철도(SZU)에서 제공하는 치머베르크 버스 노선(Zimmerbergbus)은 치머베르크 지역과 질 계곡의 일부를 연결한다.